# Владимир Куртев
Владимир Спиридонов Куртев с псевдоними Батата, Вл. Вълков, Свитката е български революционер, деец на Вътрешната македоно-одринска революционна организация, член на Централния комитет на Вътрешната македонска революционна организация, пунктов началник на ВМРО в Кюстендил, участник в акцията по спасяването на българските евреи през 1943 година.

## Биография
Владимир е роден през 1888 година в град Плевен в семейството на бесарабския българин от Болград Спиридон Куртев. В средното училище учител по физика на Куртев е Иван Гарванов, който в 1905 година в VII клас го привлича във ВМОРО. През 1906 година става четник при Добри Даскалов, а в 1907 година в четата на Антон Чеха в Тиквеш. През 1907 година се записва да учи история и география в Софийския университет, но прекъсва учението си, за да участва в четнически акции на ВМОРО. Участва в четите на Симеон Клинчарски и Дончо Лазаров.
През есента на 1911 година влиза отново в Македония с четата на Михаил Чаков. В началото на Балканската война в 1912 година с четата на Георги Занков и Чаков участва в освобождаването на Банско и Сяр. По-късно служи в нестроевата рота на 11-а сярска дружина и е награден с орден „За храброст“ III степен и орден „Свети Александър“ VI степен.
В 1914 година завършва университета. През Първата световна война служи в Първа пехотна софийска дивизия и с нея участва в Тутраканската битка и превземането на Букурещ. Награден е с орден „За храброст“ I степен и е произведен в чин подпоручик. Прехвърлен е на Южния фронт, където участва в боевете при Добро поле. Брат му, Александър, загива на фронта като офицер, в 27-и пехотен полк през август 1916 година.
След войната Куртев се установява в Кюстендил, където работи като преподавател и директор на мъжката прогимназия „Марин Дринов“. Същевременно участва в дейността на ВМРО. През 1925 година е в кочанската чета на Евтим Полски, която води няколко сражения със сърбите. През 1927 година е назначен от Централния комитет на ВМРО за пограничен пунктов началник в Кюстендил. На VIII конгрес на ВМРО, през април 1932 година, е избран за член на ЦК, заедно с Иван Михайлов и Георги Настев.
След Деветнадесетомайския преврат в 1934 година Куртев е арестуван.
Участва в кюстендилската делегация, която на 8 март 1943 година поставя началото на акцията по спасяването на българските евреи.
След Деветосептемврийския преврат в 1944 година Куртев се укрива при приятели евреи в Кюстендил, а след това в София. На 8 юни 1946 година, при акцията на властта срещу дейците на ВМРО, Куртев е арестуван и убит без присъда. Съществуват и версии, според които първоначално е бил изпратен в лагер, както и че е сътрудничил на Държавна сигурност и на комунистическите власти и поради това не е бил сред обвиняемите на съдебния процес срещу ВМРО от 1946 година.

## Памет
На Владимир Куртев е наречена улица в квартал „Факултета“ в София (Карта).
Удостоен е със званието „Почетен гражданин на Кюстендил“ през 1997 година. Заради участието си в спасяването на българските евреи, на 6 март 1997 година е удостоен посмъртно с орден „Стара планина“, а на 5 май 2010 година след дълги проучвания с Решение на комисията към Държавния израелски институт „Яд Вашем“ е провъзгласен за „Праведник на света“.